# Christopher McDonald
Christopher McDonald (New York, 15 februari 1955) is een Amerikaanse acteur. Hij speelde onder meer Shooter McGavin in Happy Gilmore, Tappy Tibbons in Requiem for a Dream en Mel Allen in de HBO-film 61*.

## Biografie
McDonald groeide op in Romolus (New York) en studeerde aan het Hobart College in Geneva, waar hij lid was van de Kappa Alpha Society. McDonald trouwde met Lupe Gidley, met wie hij zoon Jackson Riley (22 december 1990) en dochters Hannah Elizabeth (20 oktober 1993), Rosie (1996) en Ava Catherine (03 september 2001) kreeg. Hij heeft zes broers en zussen. Hiervan overleed er één aan hersenkanker; acteur Daniel McDonald (30 juli 1960-15 februari 2007).

## Carrière
McDonald speelt voornamelijk bijrollen in films, vaak als een opmerkelijk personage. Ook is hij in verschillende televisieseries te zien, zoals Cheers, Riptide, Knight Rider, The Sopranos, Psych, Law & Order, Stargate Universe, Star Trek: The Next Generation en Harry's Law, hierin speelt hij de rol van een arrogante advocaat. Hij portretteerde honkbalspeler Joe DiMaggio in de ESPN-serie The Bronx Is Burning.

## Filmografie
- Biblioteca Nacional de España: XX4945247
- Bibliothèque nationale de France: cb13982396z (data)
- Catàleg d'autoritats de noms i títols de Catalunya: 981058512491606706
- Gemeinsame Normdatei: 139950931
- International Standard Name Identifier: 0000 0001 1614 1981
- Library of Congress Control Number: no00077384
- MusicBrainz: 72d9518b-0cc7-4528-b5dc-0c464643dd6e
- Nationale Bibliotheek van Tsjechië: xx0103820
- Nationale Bibliotheek van Israël: 987007435325005171
- Nationale Bibliotheek van Polen: a0000001605547
- Nederlandse Thesaurus van Auteursnamen: 214083306
- Système universitaire de documentation: 149623917
- Virtual International Authority File: 29727152
- WorldCat: E39PBJxCvPDwtHRTPJdmqjyw4q